# Битка при Стенско
Битката при Стенско (на гръцки: Η μάχη στο Στένσκο) е бой между чета на Вътрешната македоно-одринска революционна организация и гръцка андартска чета, станал на 3 юли 1906 година в костурското село Стенско.

## История
През юли 1907 година гръцките андартски чети са много активни в Костурско. Обединената чета на Георгиос Томбрас, Стефос Григориу, Иванчо Терзиовски и Николаос Платанияс (капитан Лахтарас) на 3 юли 1907 година дава сражение на четата на Атанас Кършаков край село Стенско. В сражението се включва и пристигнала по-късно турска войскова част. Тежко ранен, Кършаков се добира до Стенско, където е убит. Четниците отрязват главата му, за да я запазят, и се оттеглят към село Дъмбени (днес Дендрохори, Гърция), където правят снимка за спомен с отрязаната глава на своя войвода.
Георги Константинов Бистрицки пише за него:
| „ | Атанас Кършаков от с. Косинец, с непълно средно образование, буен и смел войвода, отличил се в люти сражения с турци и гърци, легендарен по премахването на башибозушкия шеф в Нестрам-кол, най-славно загина в голямо сражение с турци, башибозуци и гръцки бандити в с. Гръче за отбраната на брата си роба. | “ |